# Comté de Ness
Pour les articles homonymes, voir Ness.
Le comté de Ness est l’un des 105 comtés de l’État du Kansas, aux États-Unis. Fondé le 26 février 1867, il a été nommé en hommage au caporal de cavalerie Noah V. Ness.
Siège et plus grande ville : Ness City.

## Géolocalisation
| Comté de Gove   | Comté de Trego    | Comté d’Ellis, Kansas |
| Comté de Lane   | Comté de Ness     | Comté de Rush         |
| Comté de Finney | Comté de Hodgeman | Comté de Pawnee       |